# Un error de los grandes
«Il mio sbaglio più grande» (en español: «Un error de los grandes») es el segundo sencillo del álbum Entre tú y mil mares para México de la cantante italiana Laura Pausini.

## La canción
La canción fue escrita por Laura Pausini, Giuseppe y Cheope Dati.
La canción tiene una versión en italiano titulada «il mio sbaglio più grande». La versión en español fue adaptada por Badia, la versión en español fue lanzado como el segundo sencillo en España y Latinoamérica.
La canción también tiene una versión en inglés titulada «Everyday Is A Monday», que se insertó en el álbum From the Inside que fue publicado en el año 2002.

## Lista de canciones
| CD single - Promo 2255 - Warner Music Italia (2001) 1. Il mio sbaglio più grande CD single - 685738623129 Warner Music Europa (2001) 1. Il mio sbaglio più grande 2. Il mio sbaglio più grande (Instrumental) CD single - Promo 2256 - Warner Music España (2001) 1. Un error de los grandes | CD single - 685738623228 Warner Music Europa (2001) 1. Il mio sbaglio più grande 2. Il mio sbaglio più grande (Instrumental) 3. Un error de los grandes CD single - Promo 1341 Warner Music México (2001) 1. Un error de los grandes CD single - Promo SID432256 Warner Music Colombia (2001) 1. Un error de los grandes |

## Posicionamiento en las listas musicales
| País         | Lista (2001)                                | Mejor posición | Ref.  |
| ------------ | ------------------------------------------- | -------------- | ----- |
| Italia       | Federación de la Industria Musical Italiana | 20             | [ 5 ] |
| Suiza        | Schweizer Hitparade                         | 86             | [ 6 ] |
| Países Bajos | MegaCharts                                  | 93             | [ 7 ] |